# Liste der Kreisstraßen in Karlsruhe
Diese Liste enthält die Kreisstraßen im baden-württembergischen Stadtkreis Karlsruhe.

## Abkürzungen
- K: Kreisstraße
- L: Landesstraße

## Liste
Die Kreisstraßen behalten die ihnen zugewiesene Nummer nicht bei einem Wechsel in einen anderen Stadt- oder Landkreis. Nicht vorhandene bzw. nicht nachgewiesene Kreisstraßen sind kursiv gekennzeichnet, ebenso Straßen und Straßenabschnitte, die unabhängig vom Grund (Herabstufung zu einer Gemeindestraße oder Höherstufung) keine Kreisstraßen mehr sind.
Der Straßenverlauf wird in der Regel von Nord nach Süd und von West nach Ost angegeben.
| Nr.    | Verlauf |
| ------ | --- |
| K 9650 | K 9651 – Sudetenstraße – |
| K 9651 | – Rheinbrückenstraße – K 9650 – Rheinbrückenstraße – – Rheinstraße –                                                                                              |
| K 9652 | – Wolfartsweierer Straße – K 9657 – Südtangente – – Südtangente – – Südtangente – Tiefentalstraße – Am Lustgarten – Spitalhof – Hohenwettersbacher Straße – L 623 |
| K 9653 | /L 609 – Karlsbader Straße – K 9654 – Kleinsteinbacher Straße – L 563                                                                                             |
| K 9654 | – Rittnertstraße – Thomashofstraße – K 9653 |
| K 9655 | – Rheinhafenstraße – Pulverhausstraße – L 605 |
| K 9656 | L 605 – Willy-Brandt-Allee – Hans-Thoma-Straße – Waldstraße – Schlossplatz                                                                                        |
| K 9657 | – Südtangente – L 605 – Südtangente – L 561 – Südtangente – K 9652                                                                                                |
| K 9658 | – Welschneureuter Straße – Klammweg – Am Wald – Bocksdornweg – L 605                                                                                              |
| K 9659 | / – Durlacher Allee – Untermühlstraße – Untere Hub – – Herdweg – Brückenstraße – Schwetzinger Straße – Beuthener Straße – L 560                                   |